# Virginia Slims of Detroit 1973
Il Virginia Slims of Detroit 1973 è stato un torneo di tennis giocato sul sintetico indoor. È stata la 2ª edizione del torneo, che fa parte del Virginia Slims Circuit 1973. Si è giocato a Detroit negli USA dal 28 febbraio al 6 marzo 1973.

## Campionesse

### Singolare
Margaret Court ha battuto in finale  Kerry Reid con il punteggio di 7–6, 6–3

### Doppio
Rosemary Casals /  Billie Jean King hanno battuto in finale  Karen Krantzcke /  Betty Stöve con il punteggio di 6–3, 3–6, 6–1